# Café 't Mandje

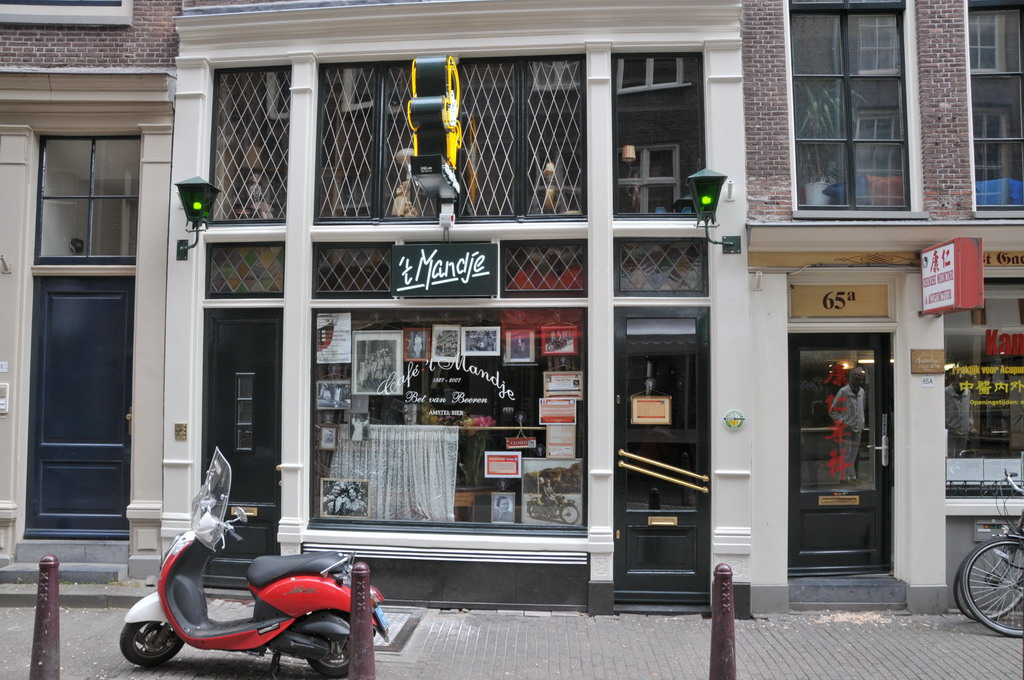
Café 't Mandje en Zeedijk.

El Café ‘t Mandje es un bar gaylésbico en Ámsterdam, Países Bajos, localizado en la calle Zeedijk; está considerado como el primer bar gay de los Países Bajos y uno de los primeros del mundo todavía en funcionamiento. Abrió en 1927 por Bet van Beeren, una lesbiana. El Amsterdams Historisch Museum tiene una réplica del ‘t Mandje en su interior.

## Los años de Bet van Beeren (1927 - 1967)
El bar comenzó su historia cuando Bet van Beeren se lo compró 1927 a su tío. Van Beeren, conocida en el Barrio Rojo de Ámsterdam como la «Reina de Zeedijk», la calle en la que se encontraba, era bien conocida en la ciudad e incluso fuera de ella. Solía conducir su moto vestida de cuero, con su última conquista agarrada detrás, por las estrechas calles de Ámsterdam. Hija mayor de una familia de doce niños, crecida en el plácido barrio de Jordaan, era una personalidad abierta y divertida, que gustaba de usar su bar como escenario.
En el bar no sólo se reunían homosexuales, gais y lesbianas, sino también chulos, drogadictos o borrachos. Los clientes tradicionalmente dejaban algún recuerdo, una nota, una postal, un broche, una cinta, una foto, o incluso una corbata, que Van Beeren misma se encargaba de cortar con un gran cuchillo de carnicero. Estos objetos pasaban a decorar las paredes y el techo. Una reproducción del bar en sus mejores años, aunque con gran parte de los elementos originales, puede ser visitada en el Museo de Ámsterdam, donde se puede ver un vídeo de la hermana menor de Van Beeren explicando la historia.
El bar era de los pocos sitios públicos en los que los homosexuales podían serlo abiertamente, aunque Van Beeren no permitía besos entre hombres o entre mujeres y tampoco les permitía bailar, con excepción del Día de la Reina. En la década de 1950, para proteger a sus clientes, cuando sospechaba que alguno de los que había entrado no era de fiar o pertenecía a la policía, solía encender una lámpara de porcelana con forma de búho que estaba en la parte trasera de la barra. La expresión «un búho» se ha mantenido en el lenguaje para denominar a los heterosexuales.
Bet van Beeren falleció en 1967. Su cuerpo fue expuesto en la mesa de billar del bar durante dos días, donde todos sus clientes y amigos pudieron despedirse.

## Historia posterior
La hermana de Bet, Greet van Beeren, 21 años menor, que había pasado parte de su infancia en el bar, comenzó a trabajar allí a partir de la muerte del padre de ambas y Bet pasó a un segundo plano. En 1967, tras la muerte de Bet, Greet van Beeren pasó a regentar el bar. En sus propias palabras, tuvo siete años buenos y luego siete años malos. Finalmente, en 1982, la situación se convirtió en insostenible por la extensión de la heroína en el barrio y Greet decidió cerrar el local, aunque conservándolo intacto.
El bar permaneció cerrado e intacto 26 años, sólo se podía visitar solicitándolo a Greet, aunque en 1998, durante los Gay Games, Greet lo abrió durante una semana, como tributo a su hermana Bet. Poco antes de su muerte en 2007, Greet tomó la iniciativa para reabrir el local y se comenzó un intensivo programa de restauración y limpieza en colaboración con el Museo de Ámsterdam, incluyendo la mesa de billar, la gramola, las luces de neón, el reloj de pared, los vidrios y las cabezas de animales disecadas, entre ellas la de un tigre. El 29 de abril de 2008, el anterior al Día de la Reina, la sobrina de Bet y Greet, Diana van Beeren, reabrió el bar, que se ha mantenido abierto desde entonces.